# Traité de Pontoise
Londres (1359) Guillon (1360)
Le traité de Pontoise fut signé le 24 mars 1359 entre le dauphin Charles et le roi de Navarre Charles le Mauvais, au cours de la guerre de Cent Ans.

## Contexte historique
Charles le Mauvais était le petit-fils du roi Louis X le Hutin par sa mère Jeanne II de Navarre. Cette dernière avait été écartée de la succession au trône de France à la mort de son demi-frère Jean Ier le Posthume, par son oncle Philippe V, frère de Louis X. Pour ce faire celui-ci institua la loi salique qui écarta les femmes de la succession au trône de France afin d'usurper le pouvoir royal qui aurait dû revenir à sa nièce, la plus proche parente du roi défunt.
Charles le Mauvais n'accepta jamais d'être spolié de la couronne de France. Il ne cessa d'intriguer et de revendiquer ses droits au trône tout au long de sa vie. Il s'opposa aux rois Jean le Bon et Charles V et s'appuya sur le prévôt de marchands parisiens Étienne Marcel. La signature du traité de Pontoise intervint pendant la captivité du roi Jean le Bon en Angleterre.

## Les négociations
Les négociations du traité de Pontoise débutèrent dans cette ville entre les émissaires du dauphin Charles (futur Charles V de France) régent du royaume de France et ceux de Charles II de Navarre. Le roi de Navarre était un personnage versatile, oubliant son allié anglais qui a signé le traité de Londres avec Jean II le Bon le 24 mars 1359. Charles II le Mauvais n'hésita pas à négocier avec le régent de France. Le dauphin savait où se situait l'intérêt du royaume de France et montra une grande sagesse lors de ses pourparlers.

## Les clauses
Les deux princes s'arrangèrent pour parvenir à une solution qui satisfasse les deux partis et le traité fut signé le 21 août 1359 :
- Au roi de Navarre furent rendues les forteresses qu'il détenait avant l'ouverture des hostilités, une rente et une indemnité devaient lui être versées dans un délai de cinq ans.
- En échange le roi de Navarre fit la promesse au régent d'être un allié loyal et une nouvelle fois lui prêta hommage.